# Ce que les riches pensent des pauvres
Ce que les riches pensent des pauvres est un livre de sociologie écrit par Serge Paugam, Bruno Cousin, Camila Giorgetti et Jules Naudet, paru en 2017 aux Éditions du Seuil.

## Thème
L'étude de la perception des pauvres par les riches se base sur des entretiens conduits dans les beaux quartiers de trois métropoles : Paris, São Paulo et Delhi,,. Ses principaux résultats ont été résumés par les auteurs dans plusieurs entretiens librement accessibles,.

## Réception
L'ouvrage a été sélectionné parmi les livres ayant marqué l'année 2017 par Sciences humaines. Il a été l'objet de chroniques dans de nombreuses revues, notamment dans Alternatives économiques, la Revue française de sociologie, la Revue française de science politique et Sociologie du travail.